# Tomás Trénor y Palavicino
Tomás Trénor y Palavicino (Valencia, 1864-Madrid, 1913) fue un aristócrata, militar y empresario español.

## Biografía

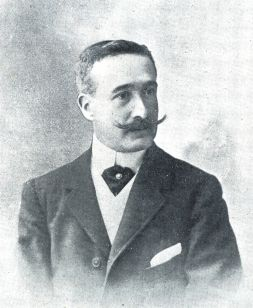
Retrato de Tomás Trénor y Palavicino, I marqués del Turia.

Nació en el seno de una aristocrática familia de comerciantes e industriales valencianos (Trénor). Era hijo de Tomás Trénor Bucelli y Desamparados Palavicino e Ibarrola. Al igual que su padre, estudió la carrera militar. Entró en la Academia de Artillería de Segovia en 1881, ampliando conocimientos en el extranjero sobre técnica y balística. Alcanzó el grado de teniente coronel. Fue condecorado con la gran cruz de la Orden de Carlos III y la gran cruz de la Orden de Isabel la Católica en 1898. Fue diputado en Cortes en 1903 y 1907 por el partido conservador. En 1906 fue nombrado gentilhombre de cámara del rey, con ejercicio. Su pertenencia a la alta burguesía comercial valenciana le llevó a la presidencia del Ateneo Mercantil, desde la cual promovió la Exposición Regional Valenciana de 1909. Para ello logró la unanimidad de los estamentos sociales, políticos y económicos valencianos, especialmente la de los partidos políticos y la prensa. Encargó un himno de la Exposición al Maestro Serrano, que en 1925 se adoptó como oficial de los valencianos y es el actual himno de la Comunidad Valenciana. El éxito del evento, cuyo empeño le costó su fortuna personal, contó con el apoyo y la presencia de los reyes Alfonso XIII y Victoria Eugenia y del presidente del Gobierno, Antonio Maura, y le valió la concesión, ese mismo año, del título de marqués del Turia. Dichos acontecimientos quedan reflejados de forma rigurosa en la novela de corte histórico titulada La ciudad de las vanidades (enlace roto disponible en Internet Archive; véase el historial, la primera versión y la última)., escrita por Francisco López Porcal y publicada por Editorial Sargantana en 2022. 
Tomas Trénor falleció a los cuarenta y nueve años de edad a consecuencia de una pulmonía. Estaba casado con Margarita Azcárraga y Fesser, hija del militar y político Marcelo Azcárraga Palmero. La ciudad de Valencia le concedió la Medalla de Oro a título póstumo.